# Hubert Bourdot

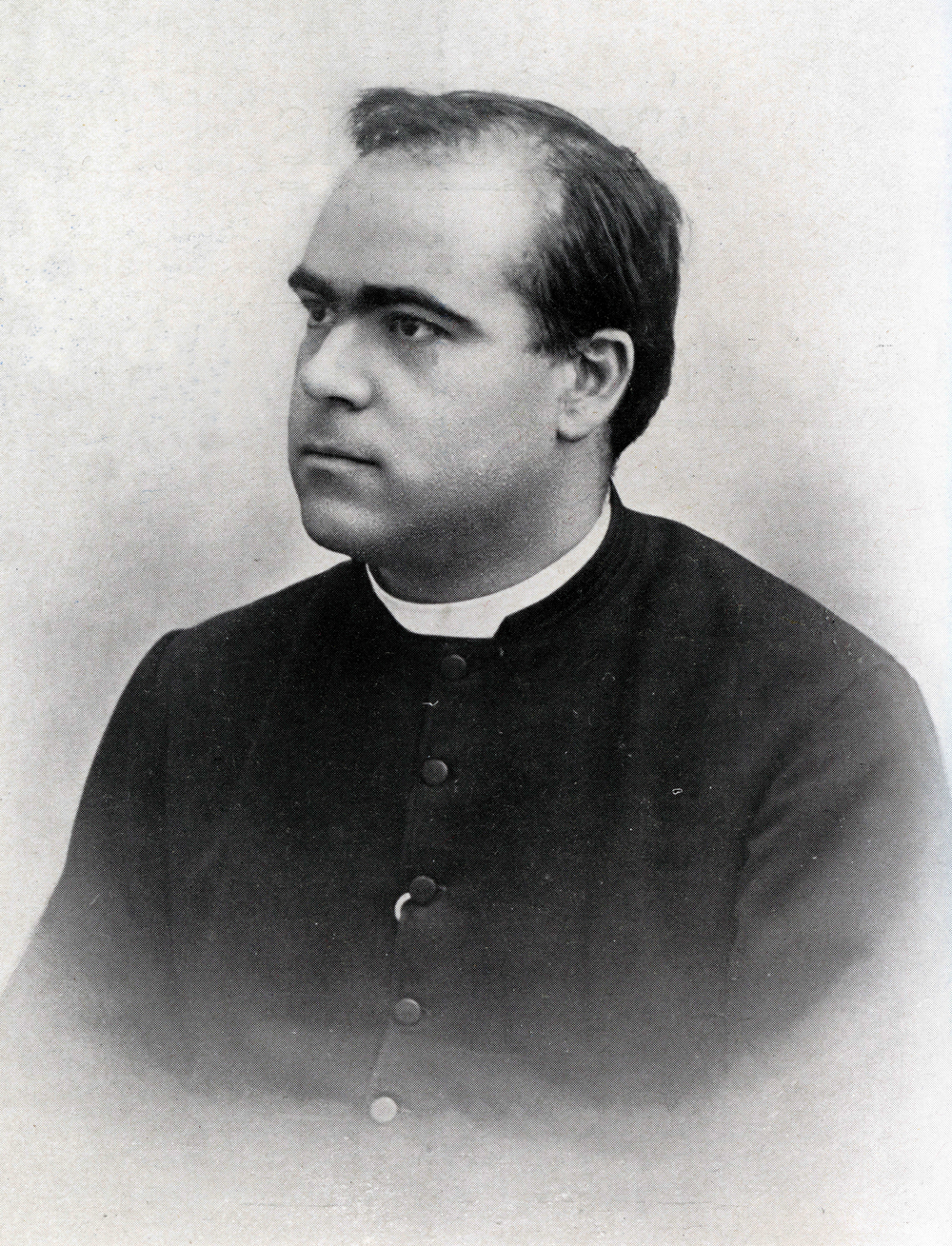

Hubert Bourdot (* 30. Oktober 1861 in Imphy, Département Nièvre; † 30. September 1937 in Saint-Priest-en-Murat, Département Allier) war ein französischer Geistlicher, Botaniker und Mykologe.
Sein botanisch-mykologisches Autorenkürzel lautet „Bourdot“.

## Leben
Bourdot wurde 1883 Lehrer an einer Privatschule in Moulins (Allier) und war von 1898 bis 1937 Pfarrer von Saint-Priest-en-Murat. Er vermachte seine Sammlung von Pilzen dem Muséum national d’histoire naturelle in Paris. Sein Herbarium mit etwa 9.000 Pflanzen wurde privat von einer Familie übernommen.
Bourdot war Mitglied der Société Mycologique de France und zeitweise deren Vizepräsident.

## Forschung
Sein wissenschaftliches Interesse galt vor allem der Floristik, Systematik und Taxonomie effuser Hymenomyceten, hier unter anderem den Corticiaceae, Hydnaceae oder den Gattungen Stereum, Hymenochaete, Merulius, Vuilleminia, Aleurodiscus, Dendrothele, Gloeocystidium oder Peniophora.
Gemeinsam mit Amedée Galzin (1853–1925) veröffentlichte er zwischen 1909 und 1928 mehrere bedeutende Arbeiten über die Hymenomyceten Frankreichs. Die Arbeiten der beiden Mykologen sind vor allem in der Zeitschrift Bulletin de la Société Mycologique de France erschienen.

## Ehrungen
- 1929: Ehrenmitglied der Société Mycologique de France

## Schriften
(alle mit Amedée Galzin)
- (1909) Hyménomycètes de France: I. Heterobasidiés in Bulletin de la Société Mycologique de France 25: 15–36
- (1910) Hyménomycètes de France: II. Homobasidiés: Clavariés et Cyphellés in Bulletin de la Société Mycologique de France 26: 210–228
- (1911) Hyménomycètes de France: III. Corticiées: Corticium, Epithele, Asterostromella in Bulletin de la Société Mycologique de France 27: 223–266
- (1912) Hyménomycètes de France: IV. Corticiées: Vuilleminia, Aleurodiscus, Dendrothele, Gloeocystidium, Peniophora in Bulletin de la Société Mycologique de France 28: 349–409
- (1914) Hyménomycètes de France: V. Hydnées in Bulletin de la Société Mycologique de France 30: 243–280
- (1920) Hyménomycètes de France: VI. Asterostromés in Bulletin de la Société Mycologique de France 36: 43–47
- (1921) Hyménomycètes de France: VII. Stereum in Bulletin de la Société Mycologique de France  37: 103–130
- (1923) Hyménomycètes de France: VIII. Hymenochaete in Bulletin de la Société Mycologique de France 38: 179–185
- (1923) Hyménomycètes de France: IX. Meruliés in Bulletin de la Société Mycologique de France  39: 96–118
- (1924) Heterobasidiae nondum descriptae in Bulletin de la Société Mycologique de France 39: 261–266
- (1927) Contribution à la Flore Mycologique de la France: I. Hyménomycètes de France. Hétérobasidiés-Homobasidiés Gymnocarpes 761 S.